# Koguis
Els kogui o kággabba, són uns amerindis de Colòmbia que viu al vessant nord de la Sierra Nevada de Santa Marta a les valls dels rius Don Diego, Palomino, San Miguel i Ancho. Són unes deu mil persones que parlen la seva pròpia llengua. Estan organitzats per poblats, en els quals l'autoritat és el Mamo, figura central de la cultura kogui, que encarna la llei sagrada.
L'idioma kogui pertany al grup de llengües arhuaques, una subdivisió de la família txibtxa.

## Història
Els kogui estan emparentats amb la cultura dels tairones, que va florir en l'època de la conquesta espanyola, i han viscut aïllats per generacions. De fet part dels kogui actuals procedirien de tairones pròpiament dits que es van refugiar amb els kogui.
La mitologia narra que són «germans grans» de la humanitat, vivint en el «centre del món», la Sierra Nevada de Santa Marta. Els estrangers, especialment els que provenen d'occident, són anomenats «germans menors». La seva llegenda suggereix que aquests germans menors van ser bandejats del centre del món llarg temps enrere. En resposta a les infraccions que han comès a la terra natal, els germans menors hauran de recórrer el camí de retorn i collir el que han sembrat en forma d'autodestrucció.

### Koguis moderns
En els poblats de cases circulars, on viuen solament algunes famílies amb determinada jerarquia, hi ha un temple femení i un temple masculí. Les famílies també es reuneixen en els poblats per realitzar treballs col·lectius, celebrar festes o discutir en assemblees els temes d'interès comú. En la nit, els homes celebren reunions, fan confessions i reben consells i correccions dels Mamo, dins dels temples, mentre les dones romanen a les cabanes.

## Economia
La base de l'economia kogui és l'agricultura de subsistència. Anteriorment cada família es desplaçava a diferents pisos tèrmics per conrear petits lots, però la reducció del territori per les hisendes i la colonització, ha limitat a la majoria de la població la terra disponible, a una parcel·la per família. Conreen patata, yuca, malanga, batata, blat de moro, fesol, plàtan i canya de sucre (per produir panela). També crien animals domèstics i, per completar la seva alimentació, pesquen i cacen en petita escala.
Els kogui viuen en pau entre ells i amb el seu entorn. Practiquen un mètode de tala i crema per al cultiu, i cada família maneja granges a diferents altures en la serra, produint diferents cultius que satisfan el conjunt de les seves necessitats. Les seves comunitats estan fortament unides al voltant dels seus mamos, que els dirigeixen.
En 1990, tenint evidència a les seves muntanyes que suggerien gran dany ecològic al món, els kogui van enviar un missatge al món a través d'arqueòlegs de la Universitat de Lampeter, en una filmació patrocinada per la BBC. Els kogui van enviar un advertiment als «germans menors».
| «                | ...el món no ha d'acabar, sinó que podria continuar, però tret que deixin de violar la terra i la naturalesa, que cessin d'esgotar l'energia de la La Gran Mare, els seus òrgans, la seva vitalitat, tret que les persones deixin de treballar en contra de la Gran Mare, el món no durarà. | » |
| — Missatge kogui | |   |

## Creences
Els kogui basen el seu estil de vida en la creença d'una «Gran Mare» (haba), la seva figura creadora, de qui creuen és la força de la naturalesa, que els proveeix guia. Els kogui pensen a la terra com un ser vivent, i veuen als colons en activitats mineres, de construcció, i als quals contaminen el medi ambient com a enemics de la Gran Mare.
Els kogui preparen des del naixement als seus sacerdots, anomenats mamo, per al món místic que denominen Aluna. En aquest món espiritual, els mamos actuen per ajudar a la Gran Mare a protegir la terra. Després d'una profunda meditació i ofrenes simbòliques, els mamos creuen que ells sostenen el balanç d'harmonia i creativitat al món. És també en aquest món on es cuida l'essència de l'agricultura: les llavors són beneïdes en Aluna abans de plantar-se, per assegurar el seu creixement reeixit.
Per a cadascuna de les ètnies que habita la sierra Nevada de Santa Marta, els pics nevats són considerats el centre del món. Els primers homes provenen d'aquests grups i, per tant, són els "Germans Majors", mentre tots els que van arribar després són considerats com els "Germans Menors". La diferència entre els dos és el coneixement que sobre la naturalesa tenen els "Germans Majors". Des d'aquesta perspectiva, els "Germans Majors" són els encarregats de cuidar i preservar el món, tractant de vetllar perquè el cicle còsmic té un bon desenvolupament; perquè les malalties no destrueixin la vida dels homes; perquè les collites siguin bones.
El món es concep com dues piràmides sostinguts sobre una mateixa base. Internament, ho conformen nou mons, cadascun amb la seva pròpia terra i els seus propis habitants. La terra està situada en el cinquè pis. Cap amunt els mons estan emparentats amb la llum i cap avall estan emparentats amb la foscor.
La serra és considerada com un cos humà, on els becs nevats representen el cap; les llacunes dels erms el cor; els rius les venes; les capes de terra els músculs; i els pantans el cabell. Amb aquesta base, tota la geografia de la serra és un espai sagrat.

### Els mamos
El mamo és el personatge central dins del sistema de representació dels kogui. Ell és l'intermediari entre les forces celestials i els homes. La seva saviesa i coneixement permet l'equilibri entre les forces. Per a ells la fi del món s'apropa, perquè els "Germans Menors" no estan interessats a protegir la naturalesa.
Els mamos que reben una formació especial. Alguns nens de poca edat són seleccionats per viure en barraques al peu de la glacera i dins d'elles són educats en els principis de veneració a les forces naturals i formats per anys sense veure l'exterior fins que compleixen uns 18 anys. Llavors són trets un dia abans del clarejar i observen una alba. A partir d'aquest dia comencen a aplicar la seva instrucció místic-religiosa fos de les barraques i amb el temps al seu torn es converteixen en instructors d'altres joves que els succeiran.